# Elsinoë panici
Elsinoë panici är en svampart som beskrevs av L.H. Tiffany & Mathre 1962. Elsinoë panici ingår i släktet Elsinoë och familjen Elsinoaceae.   Inga underarter finns listade i Catalogue of Life.